# Hilde Gueden
Pour les articles homonymes, voir Gueden.
 (juillet 2009).
Si vous disposez d'ouvrages ou d'articles de référence ou si vous connaissez des sites web de qualité traitant du thème abordé ici, merci de compléter l'article en donnant les références utiles à sa vérifiabilité et en les liant à la section « Notes et références ».
Hilde Gueden ou Güden, née le 15 septembre 1917 à Vienne où elle est morte le 17 septembre 1988, est une soprano autrichienne. 

## Biographie
Née Hulda Geiringer, elle étudie à l'Académie de musique de sa ville natale, le piano avec Maria Wetzelberger et le chant avec Otto Iro, ainsi que la danse. Elle commence par chanter l'opérette en 1937.
Ses débuts à l'opéra ont lieu en 1939 à Zurich en Cherubino dans Le nozze di Figaro, puis, remarquée par Clemens Krauss, elle se joint à l'Opéra d'État de Bavière à Munich en 1941. En 1942, elle paraît à Rome et à Florence, sous la tutelle de Tullio Serafin.
Sa carrière démarre vraiment en 1947 avec ses débuts à l'Opéra d'État de Vienne, où elle sera pensionnaire jusqu'en 1973. Elle chante rapidement au Festival de Salzbourg, puis est invitée à Milan, Londres, Paris, aux festivals de Glyndebourne et d'Édimbourg, puis débute au Metropolitan Opera de New York en 1951, où elle paraîtra jusqu'en 1965. Elle y chante Anne Trulove lors de la première locale de The Rake's Progress de Stravinsky en 1953.
Outre les rôles de Mozart et de Richard Strauss, tels Susanna, Zerlina, Despina, Pamina, Sophie, Zerbinetta, Zdenka, Daphné, dans lesquels elle excellait, son répertoire incluait aussi Adina, Norina, Gilda, Musetta, Eva, Rosalinde, Hanna Glawari, etc. 

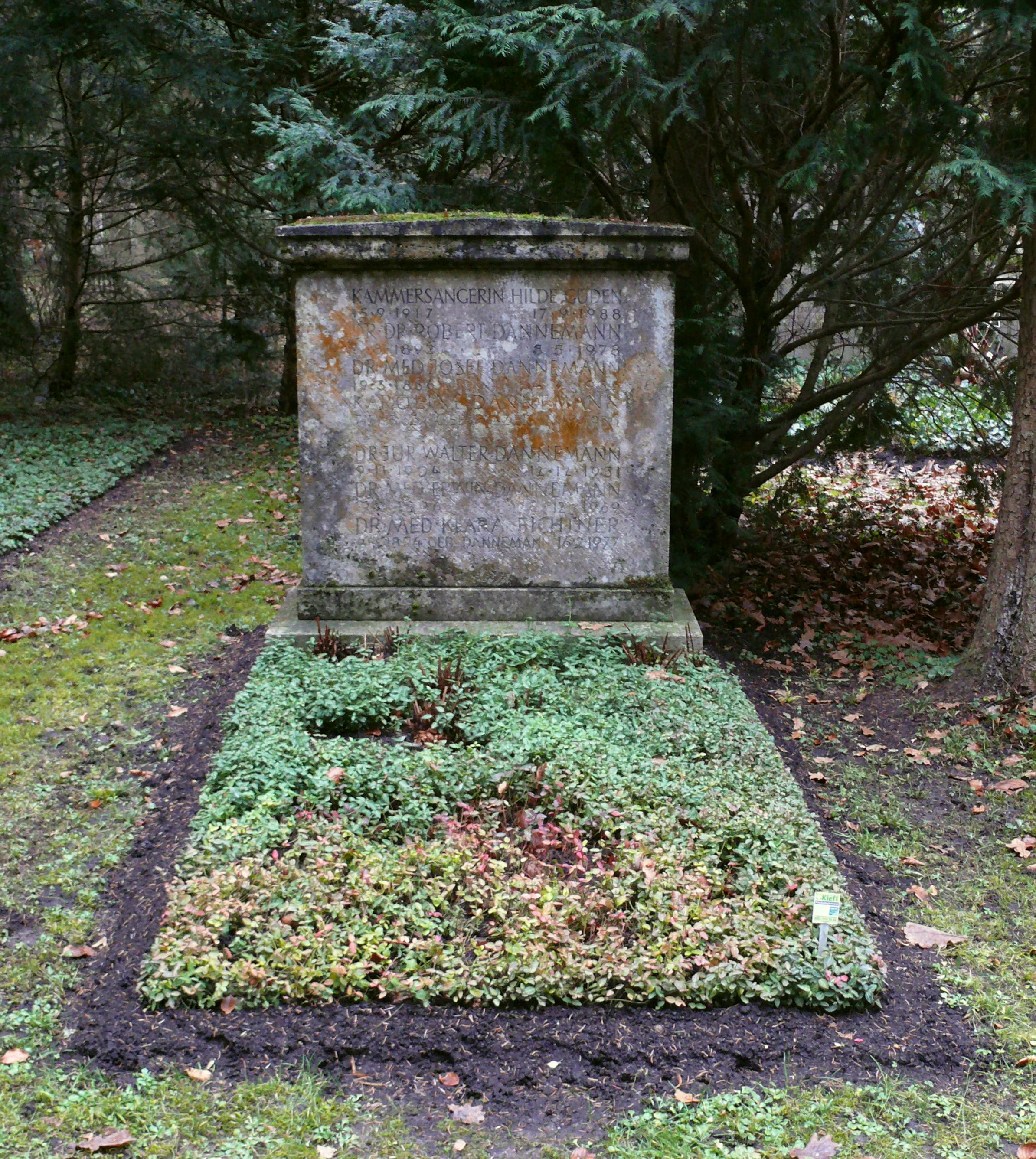
Tombe au Waldfriedhof de Munich.

Belle et élégante, Hilde Gueden était très appréciée comme soprano léger, s'imposant dans les rôles à colorature comme les rôles lyriques. Elle a également remporté de brillants succès en concert, incluant l'oratorio et le lied.